# Романовка (Лопатинская поселковая община)
Романовка (укр. Романівка) — село в Лопатинской поселковой общине Шептицкого района Львовской области Украины.
Население по переписи 2001 года составляло 94 человека. Занимает площадь 0,56 км². Почтовый индекс — 80236. Телефонный код — 3255.